# Мауле (регіон)
Мауле (повна назва VII Регіон Мауле, ісп. VII Región del Maule) — регіон (найбільша одиниця адміністративного поділу) Чилі. Складається з чотирьох провінцій, столиця — місто Талька. Назва регіону походить від назви річки Мауле, що протікає через територію регіону.